# Barbulifer pantherinus
Barbulifer pantherinus är en fiskart som först beskrevs av Pellegrin, 1901.  Barbulifer pantherinus ingår i släktet Barbulifer och familjen smörbultsfiskar. IUCN kategoriserar arten globalt som otillräckligt studerad. Inga underarter finns listade.